# Schloss Welzheim
Schloss Welzheim war ein Schloss in Welzheim im Rems-Murr-Kreis in Baden-Württemberg. Es war im Jahr 1556 auf einer Stauferburg erbaut worden und brannte 1726 ab. Es gibt keine Überreste des Schlosses mehr. Ein Hinweis auf die Lage des ehemaligen Schlosses könnte die Schlossgartenstraße hundert Meter südlich der Sankt Gallus-Kirche sein.

## Geschichte

### Staufer, Rechberger und die Herren von Welzheim
1269 wurde die Burg erstmals erwähnt. Kurz nach dem Untergang der Staufer ging die Burg mit dem Ort im Jahr 1326 an die Rechberger. Im Jahr 1335 verkaufte Albrecht der Schilcher von Rechberg Welzheim (Wallenzingen, Burch und Stat, und alles was darzu gehöret) an seine Schwester Mechthild für 1000 Pfund Heller. Diese war die Witwe vom Schenken Friedrich II. von Limpurg und Vormund für ihren Sohn Albrecht von Limpurg. 
Für das 13. und das 14. Jahrhundert ist auch das Geschlecht der Herren von Welzheim überliefert. Diese waren wohl zunächst Dienstmannen der Staufer und danach der Rechberger. Die Herren von Welzheim hatten Verbindungen in den Raum Backnang. Ein Gernot von Welzheim wurde 1297 erwähnt. Vermutlich gehörte auch der 1354 verstorbene Siegfried von Welzheim zu diesem Geschlecht. Dieser war von 1350 bis 1354 Propst des Augustiner-Chorherrenstifts Backnang.
Als 1556 die Stadt mit der Burg abbrannte, baute man auf diesem Grund das Schloss. Dieses Schloss diente als Witwensitz der Limpurger. Als die Limpurger 1713 ausstarben, folgten die Württemberger als Besitzer des Hauses.

### Haus Württemberg (1713–1718)
Schon 1708 bekam der Schorndorfer Vogt den herzoglichen Befehl nach Schenk Vollrats Ableben von Welzheim zu ergreifen. Was er einen Tag später auch machte. Nach und nach verloren die Limpurger in Welzheim an Bedeutung, während die Württemberger diese gewannen. Zum Beispiel gingen die Schlüssel von Rathaus, Kirche und Schloss zum Schorndorfer und Lorcher Vogt über. 1713 bekamen die Württemberger Welzheim, da der letzte Limpurger Schenk Vollrat starb. Doch lange blieb Welzheim und das Schloss nicht württembergisch. Schon 1718 schenkte Herzog Eberhard Ludwig von Württemberg seiner Mätresse Christine Wilhelmine von Graevenitz, Gräfin von Würben, dieses Grundstück.

### Christine Wilhelmine von Graevenitz, Gräfin von Würben (1718–1735)
Das war ein Kunkellehen, also ein in weibliche Linie vererbbares Lehen. Sie kümmerte sich sehr gut um die Verwaltung von Welzheim. Vierteljährlich musste sie vor den Amtleuten genau Bericht erstatten. An der Zehntscheuer, Schloss, Amts- und Pfarrhaus und an den Toren hängte sie die würbensche Flagge auf. 1726 brannte das Schloss ab. Daraufhin baute man dort ein stattliches Wohnhaus. Als 1731 der Bruch von Christine Wilhelmine von Graevenitz und Herzog Eberhard Ludwig von Württemberg kam, da der Thronfolger von Herzog Eberhard Ludwig Friedrich Ludwig starb, ging es nur noch bergab mit ihr. 1733 starb Eberhard Ludwig. Er konnte sich bis dahin nicht mit seiner Herzogin versöhnen und ein weiteres Kind zeugen. Also kam sein Cousin Karl Alexander auf den Thron und hängte 1735 alle würbenschen Wappen ab.